# The Superstation
O The Superstation foi um dos primeiros canais de televisão da TV por assinatura do Brasil e o primeiro considerado independente. Lançado em 1991, foi transmitido na TVA entre 1991 e 1997, sendo que nos primeiros anos entrou sob o nome Supercanal , e na NET, onde ficou em seus três últimos anos. A principio, o Supercanal mostrava programas tanto da RAI quanto das redes americanas, como CBS e NBC. Encerrou suas transmissões em 31 de outubro de 2000.
Em sua programação, estavam os late shows de Jay Leno e David Lettermann e os telejornais ABC World News Tonight e NBC Nightly News, além de ter um bloco que originou anos depois o History Channel.